# Calodesma kedar
Calodesma kedar là một loài bướm đêm thuộc phân họ Arctiinae, họ Erebidae.